# Reserva (Paraná)
Reserva é um município brasileiro do estado do Paraná. Sua população, conforme estimativas do IBGE de 2019, era de 26 715 habitantes.

## Etimologia
De origem geográfica, em referência a antiga reserva indígena existente onde se localiza a sede municipal. Posteriormente à ocupação da área, a reserva foi transferida de lugar.

## História
O sertanista José Mariano de Marins, procedente de Faxina, na então Província de São Paulo, chegou à região do atual município de Reserva por volta do ano 1840.
Com o documento de posse obtido por Ordem Provincial, a acompanhado de modesta comitiva, empreendeu viagem, atravessando o Tibagi e indo parar às margens do Rio Imbaú. Estabeleceu-se acampamento e começou a aliciar os povos indígenas que habitavam aquelas matas, seu objetivo era o de conquistar a amizade daquela gente para que o deixassem ali permanecer.
Não muito tempo depois da chegada de José Marins, José Florentino de Sá Bittencourt, orientado por aquele, se estabeleceu em uma região que, até os dias de hoje, é conhecida pelo nome de Campinas Belas.
Vindo de Apiaí, no ano de 1845, apareceu, no acampamento de Marins, o aventureiro José de Morais Cunha, à cata de ouro de aluvião. José ficou entusiasmado pelo fato de as terras próximas dali nunca haverem sido tocadas pelo homem branco, por se constituírem em reserva indígena da nação Caingangue. A reserva, porém, veio a não ser efetivamente respeitada pelos não índios e, como resultado, o povo Coroado (Cainguangues que usavam um corte de cabelo que se assemelhava a uma coroa) foi empurrado sertão adentro.
Naquelas imediações, num período contemporâneo ao de Marins, mais precisamente no ano de 1847, o médico francês João Maurício Faivre fundou, com a ajuda do engenheiro francês Gustave Rumbelsperger e com a permissão do Governo Imperial, a Colônia Tereza Cristina.
A colônia não prosperou e houve um grande êxodo do lugar. Espalhando-se sertão afora, muitos cruzaram o Rio Ivaí e outros se dispersaram, sendo que alguns se juntaram à saga sertanista de Marins.
No dia 20 de abril de 1906, Reserva foi elevada à categoria de Distrito Judiciário através da Lei 22, e a nível de vila e município pela Lei Estadual nº 2.038 de 26 de março de 1921. A instalação se deu no mesmo dia.
A história política do lugar ficou marcada com a morte do primeiro prefeito, o coronel Rogério Borba, que acabou sendo traiçoeiramente assassinado antes mesmo de tomar posse. A morte em uma das principais ruas da cidade foi atribuída a rixas políticas. Em substituição assumiu o cargo o coronel Manoel Antonio Gomes, que governou o município por doze anos seguidos.

## Geografia
Possui uma área é de 1.635 km² representando 0,8203 % do estado, 0,2901 % da região e 0,0192 % de todo o território brasileiro. Localiza-se a uma latitude 24°39'00" sul e a uma longitude 50°51'03" oeste, estando a uma altitude de 938 m. 

## Clima
Subtropical Úmido Mesotérmico, com temperatura média:
- Verões frescos (temperatura média inferior a 22 °C).
- Invernos com ocorrências de geadas severas e frequentes (temperatura média inferior a 18 °C), não apresentando estação seca.

### Demografia
Dados do Censo - 2010
População residente 25.172 pessoas. Homens 12.926 pessoas e Mulheres 12.246 pessoas.
| Etnias   |       |
| -------- | ----- |
| Branca   | 62,4% |
| Parda    | 34%   |
| Negra    | 2,2%  |
| Amarela  | 0,5%  |
| Indigena | 0,9%  |

Fonte: IBGE 2014

## Transportes

### Acesso Rodoviário
O principal acesso rodoviário da cidade é pela rodovia PR-441.

## Administração
- Prefeito: Lucas Machado Ribeiro (2021/2024)
- Vice-prefeito: Ana Maria Pachalki Kasprzk
- Presidente da câmara de vereadores:Fernando Hornung (2023/2024)

## Cultura

### Culinária
O prato típico do município de Reserva é o tomate recheado.